# La Fuite (Lempicka)
Pour les articles homonymes, voir La Fuite.
La Fuite – ou originellement Quelque part en Europe – est un tableau réalisé par la peintre polonaise Tamara de Lempicka en 1940, alors qu'elle est en exil aux États-Unis à cause de la Seconde Guerre mondiale. L'œuvre est conservée au musée d'Arts de Nantes

## Description
De format vertical, cette huile sur toile exécutée dans le style Art déco typique de l'artiste est le portrait en buste d'une femme en larmes, un nourrisson dans les bras, devant une rue européenne. Exposée au Salon des indépendants, à Paris, en 1950, l'œuvre est conservée au musée d'Arts de Nantes, à Nantes. Elle lui a été offerte par sa créatrice en 1976.
En 2018, il a été suggéré que la tour pointue apparaissant à l'arrière-plan ne se situerait pas en Europe centrale, comme cela était jusqu'alors supposé par les spécialistes, mais plutôt à Dinan, en Bretagne. Il pourrait en effet s'agir de la tour de l'Horloge, que l'artiste aurait pu connaître par Suzy Solidor, native de Saint-Malo.